# 무중량상태

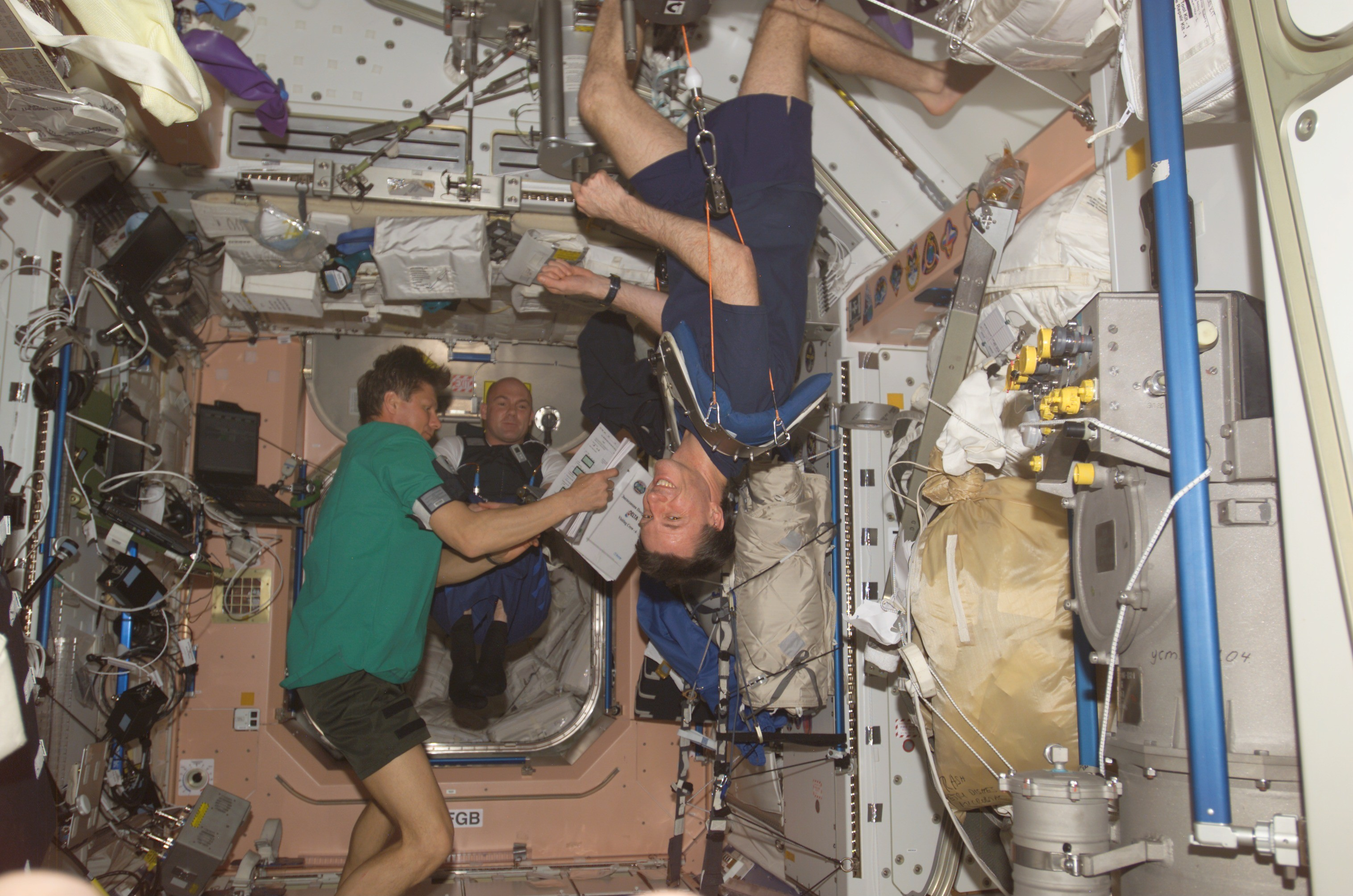
우주정거장 내부에서 무중량 상태를 경험하는 우주조종사들

무중량상태(無重量狀態)는 만유 인력과 원심력 등의 관성력이 서로 상쇄되어 그 합력이 0 내지 0으로 간주 될 수 있는 정도로 작아지고 있는 상태를 말한다. 무중력이란 정확하게 표현하자면 관찰자와 저울을 포함하는 계 전체가 함께 중력에 의해 자유 낙하하는 특수한 상태에서 중력을 측정할 수 없는 상태를 말한다. 이렇게 계 자체가 자유낙하 하는 경우에는 그 어떤 무게를 가진 물체도 무게가 0이 되므로 겉보기 무게가 0이 된다고 표현하는 것이다. 이런 상황은 행성, 항성처럼 큰 질량이 있는 물체로부터 아주 멀리 떨어진 우주 한복판에서도 일어나는 현상이다. 우주 한복판에서는 주변에 질량이 큰 물체가 없다면 만유인력이 없어 물체의 겉보기 무게가 0이 되기 때문이다
무중량이라고 하면 중력이 사라지는 상태를 말하는 무중력(無重力, zero gravity)과 동의어로 생각할 수도 있으나, 흔히 쓰이는 무중력이란 단어는 상대적으로 중력을 느끼지 못하는 것을 말하지 실제로 중력이 없어지는 것을 의미하진 않는다.
후자의 무중력은 중력을 측정하기 어려울 만큼 작은 상태나 없는 상태를 말한다. 중력이 지표면상의 1/1000~1/10000 정도로 작은 경우엔 특별히 미소중력(microgravity)라 하기도 한다.

## 무중력과 관련된 용어

### 겉보기 무게
무게의 정확한 정의는 ‘물체에 중력이 작용하는 크기’이다. 사람들은 그들 자신의 체중을 지표면에서의 끌어당기는 힘에 대한 반작용(저울에 올라섰을 때의 수직항력)과 같은 크기로 알고 있다. 만약 자유 낙하한다면 사람들은 무중력을 경험할 것이다. 그러나 이때 실제로 사람의 육체에 중력이 작용하지 않는 것은 아니다. 단지 무게를 재기 위해 저울에 올라갔을 때, 반작용(수직항력)이 없기 때문에 잴 수 없는 것이다. 이렇듯 물체에 중력은 존재하나 잴 수 없는 상태를 겉보기 무게가 영(zero)이 되었다고 말한다.

### 미소중력(마이크로 중력)
뉴턴 역학에 의하면 모든 질량을 가진 물체는 만유 인력을 지닌다. 지구에서의 중력은 ‘만유 인력+지구 자전에 의한 원심력’을 의미한다. 우주 공간에서는 지구 자전에 의한 원심력이 존재하지 않으므로, 주변에 존재하는 질량을 가진 물체로 인한 만유인력만이 중력을 형성한다. 그런데, 만약 주변에 질량을 가진 물체가 없다면, 항성, 행성 등 질량을 가진 물체로부터 매우 멀리 떨어져 만유인력의 법칙에 의한 힘의 크기가 매우 극소할 경우, 무중력을 경험할 수 있게 된다. 즉, 이때와 같이 중력이 존재하기는 하나 그 크기가 무시해도 좋을 정도로 매우 미약할 때 미소중력을 지닌다고 표현하고 무중력과 같은 상황으로 가정할 수 있다.

## 무중력의 물리학

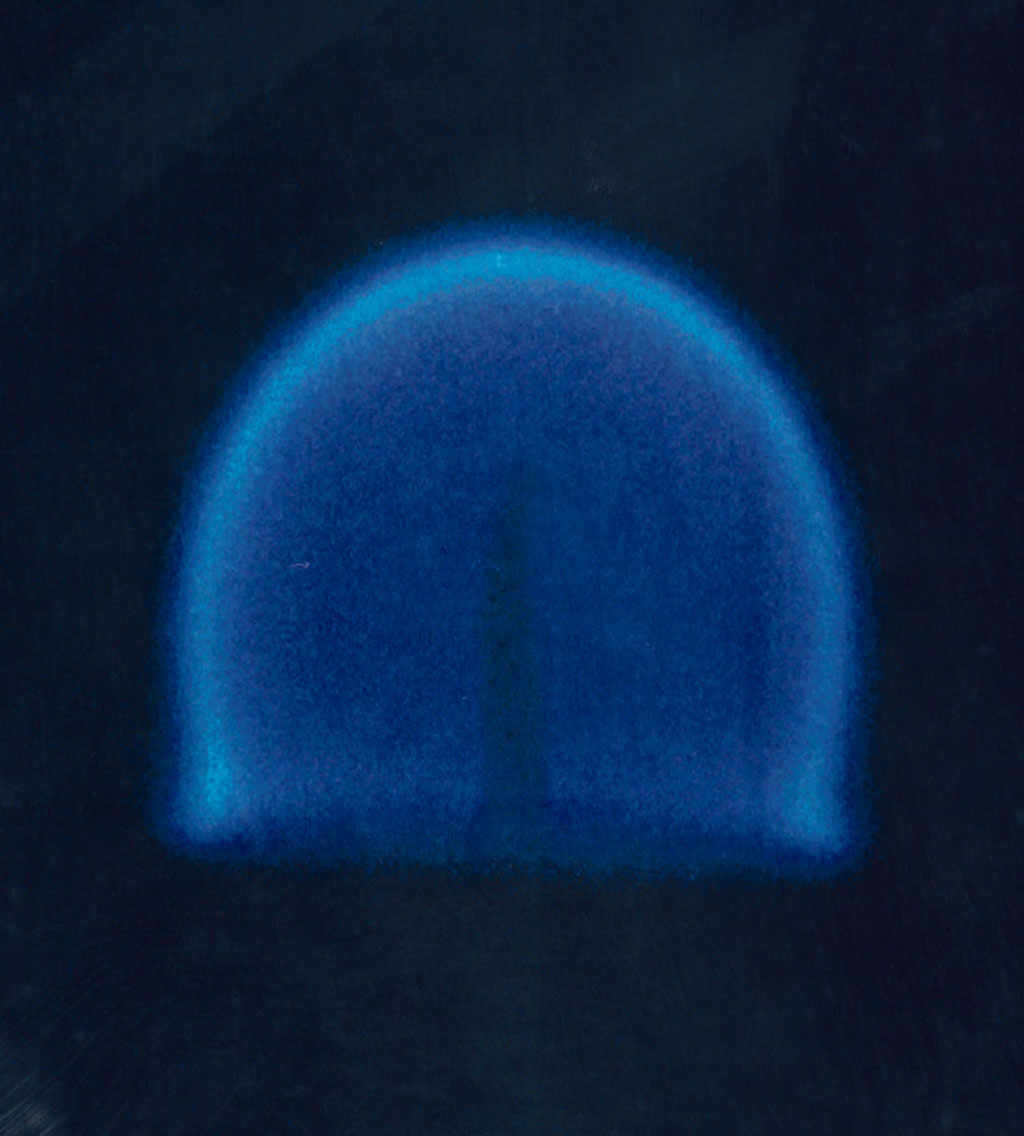
무중력 상태에서의 양초 불꽃

균일한 중력장 내에서는 물체에 작용하는 힘이 서로 반대방향이고 크기가 균일하여 물체는 중력을 느끼지 못하게 된다. 예를 들어
- 바닥에 서 있거나, 의자에 앉는 것과 같이 중력과 반대방향으로 작용되는 수직항력
- 비행기의 날개에 중력과 반대방향으로 작용되는 양력(lift force)
- 낙하산을 펼쳤을 때 중력과 반대방향으로 작용되는 공기의 저항력

등을 살펴보면 중력과 동일한 크기이면서 가지고 반대 방향인 힘(수직항력, 양력, 저항력)의 존재로 인해 물체는 중력을 느끼지 못하게 된다. 여기서 엘리베이터를 지탱하는 케이블이 끊어져서 엘리베이터가 자유낙하하는 것을 생각해 보자. 엘리베이터 안의 사람은 떠받들고 있던 바닥 때문에 중력의 영향을 받게 된다는 것을 알 수 있다. 하지만 엘리베이터가 자유낙하를 하게 되면 사람도 같이 자유낙하를 하게 되고 사람을 떠받들고 있던 바닥 역시 엘리베이터와 함께 자유낙하해서 중력에 의해 몸이 힘을 받는다는 것을 느낄 수가 없게 된다. 즉, 사람의 몸은 떠있는 셈이 된다. 바로 그러한 상태가 무중력 상태인 것이다.

### 인공위성에서의 무중력

인공위성에 작용하는 구심력

인공위성은 지구 주변의 궤도를 도는 원운동을 한다. 이 원운동은 속력은 일정하지만 방향이 끊임없이 변하는 가속도 운동이다. 따라서 끊임없이 힘을 받고 있다는 의미이며, 이 원운동을 하도록 만들어주는 힘을 구심력이라 부른다. 즉, 인공위성이 지구의 주변의 궤도를 돌기 위해서는(=원운동하기 위해서는) 구심력이 필요하다. 이때의 구심력 역할은 지구에 의한 중력(만유인력)이 될 것이다.
여기서 인공위성 내부에 있는 조종사들을 생각해보면 우주선 안에 있는 조종사들은 인공위성과 같이 방향이 바뀌는 가속도 운동을 하게 되므로, 인공위성에 대한 상대속도는 항상 영(zero)이 된다. 따라서 우주선 안에 있는 조종사들은 중력을 느끼지 못하는 무중력 상태가 된다.

### 우주 한복판에서의 무중력
우주 한복판에서는 지구자전에 의한 원심력이 없으므로 중력은 만유인력과 크기가 같음을 알 수 있다. 뉴턴의 만유인력 이론을 보면 각각 질량 {\displaystyle m_{1}}과 {\displaystyle m_{2}}를 띠는 두 물체가 있을 때 각 물체가 받는 만유인력은 다음과 같다.
{\displaystyle F=G{m_{1}m_{2} \over r^{2}}}
즉, 질량 {\displaystyle m_{1}} 을 지닌 어떤 물체가 놓여 있다고 주변에 위치하고 있는 질량 {\displaystyle m_{2}}을 지닌 물체가 있다면 질량 {\displaystyle m_{1}} 을 지닌 물체는 만유인력의 법칙에 의해 계산된 만큼의 힘을 받는데, 이 힘이 바로 중력이다. 그러나 만약 우주 한복판에 물체가 놓여 있다고 가정해보면(여기서 우주 한복판이라는 의미는 주변에 행성, 항성과 같은 큰 질량을 지닌 물체가 없음을 의미한다.), 이 때는 물체는
{\displaystyle G{m_{1}m_{2} \over \infty }}
만큼의 중력을 가지게 되는데 이 크기는 거의 영(zero)에 근사하게 된다. 따라서 우주 한복판에 있는 물체는 무중력상태가 된다.

### 행성의 중심에서의 무중력
만약 사람이 행성의 중심에서 죽지 않을 수 있다면, 그들은 어떠한 추가적인 조건없이도 무중력 상태를 경험할 것이다. 이것은 사람 외부에 있는 행성에 의한 중력이 모든 방향으로 균일하게 위치하고 있기 때문에 가능해진다. 따라서 사람에 작용하는 알짜힘은 0이 되고, 무중력 상태가 된다.

## 무중력에서의 경험
- 무중력상태에서는 뉴턴의 운동법칙이 쉽게 적용된다.

중력이 없다는 것은 중력에 의한 마찰력이 없다는 것이기 때문이다. 사람은 걸을 때 바닥에 힘을 주어야 한다. 하지만 중력이 없다면 의도하지 않고는 바닥에 힘을 주지 못하게 되고 마찰력이 “0”이 되기 때문에 걸어가지 못하며 공중에 떠다닐 수밖에 없다. 따라서 이동을 하고자 할 때는 반대 방향으로 힘을 주어 그에 대한 반작용으로 나아가게 된다.

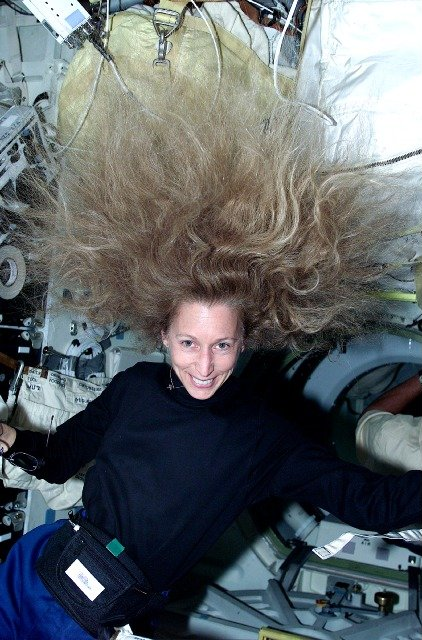
무중력 상태에서의 머리카락

- 무중력 상태에선 모든 물체의 무게가 “0”이 되기 때문에 물체를 공중에서 놓게 되면 그대로 떠 있게 된다. 따라서 팔이나 다리를 공중에 들고 있어도 전혀 힘들지 않다.

- 몸의 균형을 잡는 것 역시 힘들어진다.

귀 속에 있는 세반고리관이 방향과 위치를 느끼게 해주는데 중력이 없어지면 세반고리관이 작동하지 않아서 균형을 잡기 힘들어지고 심지어는 멀미까지 하게 된다. 또, 팔다리를 움직일 때마다 각운동량 법칙 때문에 몸 자체가 회전하게 된다. 그래서 몸을 마음대로 움직이는 것이 쉽지 않다. 또한 화장실에서 용변을 볼 때에도 몸을 묶지 않으면 작용 반작용 법칙에 의해 이리저리 몸이 밀리게 된다.
- 그 외

물을 무중력 공간에 뿌리면 중력이 없는 상태에서의 물 분자 간의 인력과 표면장력으로 인해 구(sphere) 모양으로 뭉치게 된다. 빨대로 물 속에 기포를 불어 넣으면 기포가 올라오지 않고 물 속에 그대로 있는 현상도 나타난다. 양초에 불을 붙여보면, 불에 의해 뜨거워진 공기는 가벼워져서 위로 올라가고 차가워진 공기는 무거워져 내려온다는 “대류”에 대해서 공부했을 것이다. 하지만 무중력공간에서는 대류가 일어나질 않아서 바로 꺼지게 된다. 연소에 의해 만들어진 이산화탄소가 촛불을 감싸고 산소의 공급을 차단하기 때문이다.
최근에는 이런 무중력상태를 놀이기구 제작에 응용하고 있다. 최근에 유행하고 있는 놀이 기구인 “자이로드롭”이란 놀이 기구도 짧은 순간이지만 무중력상태를 경험하게 해준다. 우주 공간에서는 계속해서 무중력상태가 지속되기 때문에 놀이 기구를 탈 때의 이러한 야릇한 느낌이 지속되게 된다. 우주 공간에서 임무를 수행하여야 하는 우주 비행사들은 무중력상태에 익숙해야 하는데, 놀이기구와 비슷한 원리로 훈련을 하며 무중력상태에 적응하게 된다.

## 무중력상태와 우리 몸의 변화
우주정거장에서 오랫동안 무중력상태를 경험한 사람을 조사한 결과, 무중력이 인간의 건강에 해롭다는 것이 밝혀졌다. 사람은 지표면에서 사는 데 가장 적합하도록 신체가 구성되어 있다. 이 때문에 무중력상태가 오랫동안 지속된다면, 인간의 다양한 생리시스템에 문제가 발생한다. 가장 보편적으로 인간이 무중력 상태를 경험할 때의 문제는 바로 우주적응증후군이 알려진 것이다. SAS의 증후는 구토, 두통, 현기증, 불안감 등이 있다. SAS의 첫 번째 사례는 1961년 체먼 티토프(Gherman Titov)이다. 그 이후로 우주 경험을 한 사람의 45퍼센트이상이 이 증후군을 경험하였다.
무중력 상태에서는 관절에 있는 연골에 하중이 걸리지 않게 되어 키가 약간 커지게 된다. 그러나 이것은 상대적으로 관절이 약해지는 것을 의미한다. 본래 인간의 근육과 뼈는 중력을 통해 단단해진다. 그러나 오랫동안 무중력 상태가 되면 근육과 뼈의 칼슘, 미네랄은 한달에 1.5퍼센트이상씩 빠져나가게 되고 결과적으로 쉽게 분해된다. 따라서 무중력 상태의 인간은 운동을 꾸준히 해줘야 한다. 실제 우주정류장에서 1년 이상 근무하였던 우주비행사가 지구로 귀환하면, 한동안 누워있거나 휠체어 신세를 지게 된다.
지구상에서는 중력 때문에 하체에서 흐르는 혈액이 상체로 이동하는 데 어려움을 느낀다. 따라서 판막 등이 존재하여 하체의 혈액을 상체로 보낸다. 그러나 무중력 상태에서는 혈액의 이동이 매우 느리고, 판막 때문에 혈액이 상체에 집중되는 현상이 발생한다. 따라서 상반신의 혈압이 상승하게 되고, 조직세포로의 물질이동이 잦아져서 조직세포 사이 간격이 벌어지게 되어 전체적으로 얼굴이 붓게 된다.
다른 중요한 효과는 혈액순환 문제, 심장 혈관 계통의 둔화, 적혈구의 생산 감소를 포함해서, 균형 성장 장애, 면역 체계의 약화, 수면 방해 등이 있다. 최근에는 무중력상태에서 인간의 여러 기관에 다양한 영향을 끼치는 것을 참고로 많은 의료기기가 제작되고 있다. 예를 들어, 무중력 상태에서 척추 디스크의 높이가 증가되는 것을 참고로 무중력 감압치료기 등이 제작되어 시판되고 있다.

## 기타

### 무중력과 진공의 구별
무중력 상태라고 하면 대개 공기가 없는 진공상태와 혼동을 하게 된다. 우주 공간은 힘의 평형에 의해 무중력 상태이며, 완전하지는 않지만 거의 진공(vacuum)에 가까운 상태이다. 우주 공간에서의 대부분이 진공, 무중력이기 때문에 필연적인 연관성을 가지고 있다고 생각하기 쉬운 것이다. 그러나 우주 비행사들이 머무르는 우주선 역시 무중력이지만 진공상태는 아니다.
기체가 주는 압력이라는 것은 기체 분자 사이에 서로 밀어내는 평균적인 힘에 비례하는 양으로 해석된다. 지구 위에서는 이 힘이 만유인력에 의해서 지구 방향으로 작용해서 지표 가까이 올수록 점점 더 증가한다. 즉, 지표 위에 존재하는 공기 분자들이 지구 중력에 의해서 지구 쪽으로 잡아 당겨지면서 분자들끼리 충돌하고 밀어내는 힘이 증가하여 압력이 형성된다고 본다. 제시문에 언급한 바대로 우주정거장 안에서는 중력을 느낄 수가 없다. 그러므로 우주 정거장 안의 공기들도 지구 쪽 방향으로 힘을 받지 않는다. 하지만 일정한 부피를 같는 공간 안에 기체 분자들을 밀어 넣어 놓으면 기체 분자들은 운동하면서 서로 충돌하고 벽과 충돌하면서 힘을 주고받는다. 이런 분자사이의 힘이 압력으로 나타나는 것이다. 그러므로 우주 정거장에서의 압력의 크기는 밀어 넣어 준 공기의 양에 따라 달라진다고 봐야 하고, 높이나 위치에 따른 압력의 차이는 없다. 이에 따라 압력의 차이에 의해서 나타나는 부력도 나타나지 않는다.

## 같이 보기
- 인공중력
- 우주비행사
- 우주 부적응 증후군
- 우주의학